# Гомфокарпус
Гомфокарпус (лат. Gomphocarpus) — род кустарников и полукустарников, входящий в семейство Кутровые (Apocynaceae).

## Ботаническое описание
Представители рода — прямостоячие полукустарники или кустарники. Листья расположены на стеблях супротивно или очерёдно, на короких черешках. Цветки собраны помногу в верхушечные ложные зонтики. Чашечки цветков пятидольчатые, венчики пятидольчатые. Рыльца пестиков вдавленные. Плоды — широкояйцевидной формы, вздутые, обычно с мягкими длинными шипами или опушением. Семена продолговатой формы.

## Распространение
Большинство видов рода распространены в тропической Африке, некоторые известны из Азии.

## Таксономия

### Список видов
- Gomphocarpus abyssinicus Decne., 1844
- Gomphocarpus cancellatus (Burm.f.) Bruyns, 1995
- Gomphocarpus filiformis (E.Mey.) D.Dietr., 1840
- Gomphocarpus fruticosus (L.) W.T.Aiton, 1811
- Gomphocarpus glaucophyllus Schltr., 1894
- Gomphocarpus grandiflorus (L.f.) Decne., 1844
- Gomphocarpus integer (N.E.Br.) Bullock, 1952
- Gomphocarpus kaessneri (N.E.Br.) Goyder & Nicholas, 2001
- Gomphocarpus munonquensis (S.Moore) Goyder & Nicholas, 2001
- Gomphocarpus peltiger D.Dietr., 1840
- Gomphocarpus phillipsiae (N.E.Br.) Goyder, 1996
- Gomphocarpus physocarpus E.Mey., 1836
- Gomphocarpus praticola (S.Moore) Goyder & Nicholas, 2001
- Gomphocarpus purpurascens A.Rich., 1850
- Gomphocarpus rivularis Schltr., 1895
- Gomphocarpus semiamplectens K.Schum., 1893
- Gomphocarpus semilunatus A.Rich., 1850
- Gomphocarpus sinaicus Boiss., 1849
- Gomphocarpus stenophyllus Oliv., 1875
- Gomphocarpus swynnertonii (S.Moore) Goyder & Nicholas, 2001
- Gomphocarpus tenuifolius (N.E.Br.) Bullock, 1953
- Gomphocarpus tomentosus Burch., 1822